# Мельник Тетяна Юріївна
Тетяна Юріївна Мельник (нар. 2 квітня 1995) — українська легкоатлетка, яка спеціалізується в бігу на короткі дистанції. Розпочинала спортивну кар'єру як бар'єристка.
На національних змаганнях представляє місто Київ.
Тренується під керівництвом заслуженого тренера СРСР Володимира Федорця.

## Спортивні досягнення
Бронзова призерка чемпіонату Європи в приміщенні в естафеті 4×400 метрів (2017).
Чемпіонка Універсіади в естафеті 4×400 метрів (2019).
Бронзова призерка чемпіонату Європи серед молоді в естафеті 4×400 метрів (2017).
Дворазова чемпіонка Європейських ігор у командному заліку та в змішаній естафеті 4×400 метрів (2019).
Фіналістка (4-е місце) чемпіонату світу в приміщенні в естафеті 4×400 метрів (2018).
Учасниця Олімпійських ігор (2016).
Багаторазова чемпіонка та призерка національних чемпіонатів просто неба та у приміщенні в спринтерських та естафетних дисциплінах.
Ексрекордсменка України в змішаній естафеті 4×400 метрів (2021).
Переможниця у змішаній естафеті 4×400 метрів (2024). Чемпіонат Асоціації балканських легкоатлетичних федерацій серед дорослих. Разом з командою: Мар'яна Шостак, Буряк Марія, Карпюк Катерина.  

## Основні міжнародні виступи
| Рік  | Змагання                      | Місто             | Місце | Дисципліна        | Примітки |
| ---- | ----------------------------- | ----------------- | ----- | ----------------- | -------- |
| 2014 | Чемпіонат світу серед юніорів | Юджин             | 3пф3  | 400 м з/б         |          |
| 2016 | Чемпіонат Європи              | Амстердам         | 6     | 4×400 м           | DQ[a]    |
| 2016 | Олімпійські ігри              | Ріо-де-Жанейро    | 5     | 4×400 м           | DQ[a]    |
| 2017 | Чемпіонат Європи в приміщенні | Белград           | 2заб5 | 400 м             |          |
| 2017 | 3                             | 4×400 м           |       |                   |          |
| 2017 | Чемпіонат Європи серед молоді | Белград           | 3     | 4×400 м           |          |
| 2017 | Чемпіонат світу               | Лондон            | 2заб6 | 4×400 м           |          |
| 2017 | Універсіада                   | Тайбей            | ф     | 4×400 м           | DQ       |
| 2018 | Чемпіонат світу в приміщенні  | Бірмінгем         | 4     | 4×400 м           |          |
| 2018 | Чемпіонат Європи              | Берлін            | 1пф7  | 400 м             |          |
| 2018 | 2заб                          | 4×400 м           | DQ    |                   |          |
| 2019 | Чемпіонат Європи в приміщенні | Глазго            | 3заб4 | 400 м             |          |
| 2019 | Світові естафети              | Йокогама          | 3заб  | 4×400 м           | DQ       |
| 2019 | Європейські ігри              | Мінськ            | 1     | 4×400 м (змішана) |          |
| 2019 | Універсіада                   | Наполі            | 1     | 4×400 м           |          |
| 2019 | Командний чемпіонат Європи    | Бидгощ            | 4     | 4×400 м           |          |
| 2019 | Чемпіонат світу               | Доха              | 6     | 4×400 м           |          |
| 2019 | 1заб7                         | 4×400 м (змішана) |       |                   |          |

a  Партнерка Мельник по естафетній команді Ольга Земляк 2017 року була відсторонена від змагань, а пізніше дискваліфікована на 8 років за порушення антидопінгових правил з анулюванням всіх показаних нею результатів (в тому числі в естафетних дисциплінах), починаючи з 5 липня 2016.

## Державні нагороди
- Орден княгині Ольги II ст. (15 липня 2019) — за досягнення високих спортивних результатів на II Європейських іграх 2019 в Мінську(Республіка Білорусь), виявлені самовідданість та волю до перемоги, піднесення міжнародного авторитету України[5]